# Pamětní medaile československé armády v zahraničí
Pamětní medaile Československé armády v zahraničí byla medaile udělovaná všem příslušníkům československé armády v zahraničí a propůjčovaná příslušníkům spojeneckých armád, kteří se účastnili bojů na území Československa během 2. světové války.

## Zřízení
Zřízena byla usnesením exilové vlády Československé republiky 15. října 1943. K doplnění usnesení došlo 21. února 1945. Platnost usnesení byla po skončení války potvrzena dalším usnesením z 1. března 1946.

## Vyhotovení
Základem medaile je lipový věnec s mečem ve svislé ose. Označena je nápisem Československá armáda v zahraničí 1939–1945. Na stuze jsou připnuté štítky s názvy zemí, ve kterých držitel působil či v jejichž svazku se účastnil bojů:
- SSSR
- Francie
- Velká Británie
- Střední východ

Ražba medaile se prováděla do bronzu. Výtvarný návrh byl vyhotoven firmou Spink and Son Ltd. London.

## Varianty
Známy jsou tři varianty:
- Londýnské vydání 1943–1944 (rok 1944 je uváděn proto, že exilová československá vláda i autoři návrhu předpokládali ukončení války v roce 1944)
- I. Pražské vydání 1945
- II. Pražské vydání 1945–1947

## Vybraní držitelé
- Emil Boček
- František Fajtl
- Jan Horal
- Karel Klapálek
- Gustav Kopal
- Milan Malý
- František Peřina
- Heliodor Píka
- Ludvík Svoboda
- Alois Šiška
- Vasil Timkovič